# Carles Bellver i Torlà
Carles Bellver Torlà (Castelló de la Plana, 1967) és analista de tecnologia educativa a la Universitat Jaume I (UJI) de Castelló i escriptor.
És a Internet des del 1992. Deu anys més tard, el 2002, va obrir el seu blog. És un dels pioners de la web a nivell global. El 1993 va participar en la posada en marxa del primer servidor web de l'Estat espanyol, a l'UJI. També va desenvolupar unes extensions per a un editor de textos de Mac (BBEdit) que facilitaven la inserció de les etiquetes HTML en els documents, que llavors es teclejaven a mà.
Carles Bellver té el mèrit d'haver publicat un relat en temps real a Twitter el 2009. “Però no crec que es pugui dir que he fet, en tot això, res especialment rellevant en aquests últims anys. Diguem que el meu moment de glòria internètica ja va passar. Si de cas, només diria que estic modestament orgullós d'una circumstància menor: haver iniciat l'any 2002, i després coordinat, la traducció al català de Moodle, el programari de codi font obert que al cap dels anys ha estat el més utilitzat per donar suport a l'ensenyament presencial i/o a distància en universitats, instituts i escoles del nostre país.”
Ha publicat sis llibres de relats en l'àmbit de la literatura fantàstica i del realisme màgic. El seu estil literari ha estat qualificat d'incidentalista.

## Obres
- Allò que és meu (Bullent, 1993)
- El llibre de tòpics (Brosquil, 2002)
- La vida canina (Brosquil, 2005)
- L'home del calendari (Tria, 2011)
- La nit mil dos (Tria, 2013)
- Un cel nou i una terra nova (Unaria, 2015)

## Premis
- Premi de Narrativa Vila d'Almassora, 2004: La vida canina
- Premi de Narrativa Breu Josep Pascual Tirado, 2015: Un cel nou i una terra nova[5]